# Giovanni Semerano
Giovanni Semerano (Ostuni, 1911 - Florencia, 2005) fue un filólogo italiano, estudioso de las antiguas lenguas del continente europeo y de Mesopotamia. Obtuvo sus títulos académicos en Florencia, donde entre cuyos maestros y maestras estuvo la helenista Ettore Bignone, el filólogo Giorgio Pasquali y los semitólogos Giuseppe Furlani, Giacomo Devoto y Bruno Migliorini.
En los comienzos de su carrera escogió griego y latín en secundaria, siendo designado en 1950 superintendente de bibliografía para el Véneto y en 1955 para la Toscana. Tomó lecciones de latín medieval en la Universidad de Florencia en la Escuela de Paleografía Latina. Después de esto se convirtió en director de la Biblioteca Laurenziana y luego de la Biblioteca Nacional Central de Florencia.  
En 1967 fue honrado con una medalla de oro por sus méritos culturales. Semerano también fue miembro honorario de la Academia Etrusca y miembro del Instituto Oriental de Chicago.

## Teoría
En sus estudios Semerano ha revelado semejanzas y afinidades entre el léxico de las lenguas mesopotámicas, en particular el acadio, con las antiguas lenguas de Europa, apoyado por numerosas citaciones de textos antiguos y modernos.
Para Semerano no es útil para la investigación, a causa de la continua evolución de las lenguas humanas, hipotetizar una protolengua como el indoeuropeo, idioma que no considera que haya existido y que no podría representar un momento singular en lo que es considerado un "continuum lingüístico con variaciones".  
Semerano considera además necesario considerar e indagar las posibles conexiones y, por consiguiente, las afinidades o parentelas, las hibridaciones, los préstamos, las influencias recíprocas con todas las otras lenguas vecinas, como las lenguas afroasiáticas y las no indoeuropeas de Asia en una visión "filogenéticamente" abierta. Considera al idioma indoeuropeo reconstruido, una lengua inventada por los lingüistas tradicionales, sin una tierra y sin un pueblo que lo haya hablado. Para Semerano la teoría del indoeuropeo es una hipótesis mantenida con vida para que sirva a una ideología definida como etnoracista (hacia los pueblos no indoeuropeos) socioclasista y de castas (al interior de la sociedad europea).

## Obras

### Le origini della cultura europea(Los orígenes de la cultura europea)
Este trabajo constituye la principal obra de Giovanni Semerano, fue publicada en cuatro volúmenes entre 1984 y 1994.  Los primeros dos volúmenes [Dizionario della lingua latina e delle voci moderne (Diccionario de la lengua latina y de las voces modernas) y Dizionario della lengua greca (Diccionario de la lengua griega)] consisten en diccionarios etimológicos en los cuales el filólogo examina 7300 términos de los idiomas griego, latín, alemán e inglés, localizando la correspondencia en el léxico de las antiguas lenguas semíticas. Estas obras tienen el subtítulo de Basi semitiche delle lingue europee (Bases semíticas de las lenguas europeas).
Los otros dos volúmenes tienen por subtítulo Rivelazioni della lingüística storica - in appendice Il messaggio etrusco (Revelaciones de la lingüística histórica - en apéndice El mensaje etrusco) y consisten de un análisis de 1.850 lemas del etrusco, del vasco y de topónimos, hidrónimos, teónimos y etnóminos europeos y mediterráneos, de los cuales vienen relaciones y correspondencias con antiguas lenguas semíticas como el acadio, el sumerio, el hebreo y el árabe. Parte de este trabajo está dedicado al idioma etrusco.
En su trabajo, Semerano compara miles de términos del léxico de las antiguas lenguas europeas hallados en la literatura y en las inscripciones, con términos de las antiguas lenguas de Mesopotamia. El léxico comparado está constituido por hidrónimos (nombres de ríos), antropónimos (nombres de personas), teónimos (nombres de divinidades), topónimos (nombres de lugares) y de nombres de objetos de uso común y de verbos propios de las actividades manuales y del pensamiento. De tal comparación emerge, según el autor, una afinidad semántica (de significado) y fonética (de sonido) entre el léxico de las lenguas europeas y mesopotámicas, en particular con el idioma acadio, el idioma con la más antigua y amplia tradición escrita, perteneciente a las lenguas semíticas y con trazos de sustrato sumerio.  
De la afinidad semántica el estudioso trae además la tesis, de la existencia de una antigua unidad cultural entre Medio Oriente y Europa. Esta  estaba articulada a lo largo del Danubio, de la costa del Mar Mediterráneo, de África hasta Irlanda, a través de las vías del comercio del ámbar, del estaño y del hierro.

### La favola dell'indoeuropeo(La fábula del indoeuropeo)
En esta breve obra el autor sostiene que la hipótesis del indoeuropeo no es plausible y carece de testimonios, subrayando la enorme cantidad de vocablos que, en las lenguas europeas, carecen de una convincente etimología.  
En este volumen, Semerano declara explícitamente que las páginas de esta obra suya golpean las ideologías que pueden favorecer el racismo. Algunas páginas están dedicadas a Filippo Sassetti, un mercader florentino del siglo XVI que se dirigió a la India y notó la afinidad entre el idioma sánscrito y el latín. Otras páginas fueron dedicadas a las lenguas de los hititas, germanos, etruscos, entre otros.